# Caesalpinia sumatrana
Caesalpinia sumatrana är en ärtväxtart som beskrevs av William Roxburgh. Caesalpinia sumatrana ingår i släktet Caesalpinia och familjen ärtväxter. Inga underarter finns listade i Catalogue of Life.